# Verdomhoekje
Verdomhoekje is een buurt in Utrecht. Het wordt begrensd door de Daalsetunnel, Vleutenseweg, (Petrus Augustus) P.A. de Genestetstraat en de Spoorlijn Utrecht - Rotterdam. Het is een deel van de buurt Nieuw Engeland, wijk West. Het Verdomhoekje staat bekend als een probleembuurt.
De film De Pretenders van Jos Stelling werd opgenomen in deze Utrechtse volksbuurt, voordat er afbraak en renovatie plaatsvond.